# Blatná Polianka
Blatná Polianka este o comună slovacă, aflată în districtul Sobrance din regiunea Košice. Localitatea se află la altitudinea de 102 m deasupra n.m., se întinde pe o suprafață de 9,99 km2 și în 2017 număra 157 de locuitori. Se învecinează cu Svätuš și Bežovce.

## Istoric
Localitatea Blatná Polianka este atestată documentar din 1417.

## Demografie
| An:                | 1994 | 2004   | 2014   | 2024   |
| ------------------ | ---- | ------ | ------ | ------ |
| Număr de persoane: | 190  | 173    | 167    | 172    |
| Diferență:         |      | −8,94% | −3,46% | +2,99% |

| An:                | 2023 | 2024   |
| ------------------ | ---- | ------ |
| Număr de persoane: | 177  | 172    |
| Diferență:         |      | −2,82% |